# Детские игры 2
«Детские игры 2» (англ. Child’s Play 2) — американский фильм ужасов в жанре сверхъестественного слэшера 1990 года режиссёра Джона Лафия, второй во франшизе «Детские игры». Действие разворачивается через два года после событий первого фильма. В центре сюжета так же убийца Чарльз Ли Рэй (он же Чаки), продолжающий преследование мальчика по имени Энди Барклай — которого на время отдали в приёмную семью — с целью переселиться в его тело. К своим ролям из фильма 1988 года вернулись Алекс Винсент и Брэд Дуриф, новых персонажей сыграли Кристин Элиз, Дженни Эгаттер, Геррит Грэм и Грейс Забриски.
«Детские игры 2» вышли 9 ноября 1990 года, ровно через два года после выхода первой картины, и собрал в прокате более $ 35 млн при бюджете в $ 13 млн. 9 месяцев спустя вышло продолжение — «Детские игры 3».

## Сюжет
Карен Баркли заявляет в суде, что в куклу «Хороший парень», которую она купила в подарок своему сыну Энди, вселилась душа серийного убийцы Чарльза Ли Рэя, который затем попытался вселиться в самого Энди, потому что его душа начала срастаться с куклой. В итоге женщину отправляют на принудительное лечение в психиатрическую больницу, а Энди помещают в кризисный центр. Дабы развеять слухи компания «Play Pals», которой принадлежит кукла, проводит собственную экспертизу останков и не находит в них ничего необычного, а потому куклу решают восстановить: чистят каркас и заменяют сгоревший пластик новым. В день, когда Энди из кризисного центра решает забрать к себе пара временных опекунов Фил и Джоанна Симпсоны, на фабрике «Play Pals» один из рабочих, который проводил финальную обработку Чаки, погибает от удара током, когда у аппарата, который вставлял Чаки новые глаза, происходит замыкание.
В доме у Симпсонов Энди знакомится ещё с одной их подопечной — девочкой-подростком Кайл. В целом Энди нравится у Симпсонов, хотя в какой-то момент он обнаруживает там куклу «Хороший парень», оставшуюся от предыдущих детей. Зная о страхе Энди перед этой игрушкой Джоанна уносит куклу в гостиную. В тот же вечер работник компании Мэттсон забирает Чаки к себе в машину и последний, воспользовавшись отсутствием Мэттсона, залезает в его кейс, где находит документы про Энди. Позвонив в центр, откуда забрали Энди, Чаки прикидывается его родственником и узнаёт новый адрес мальчика. После этого он берёт Мэттсона в заложники и заставляет поехать к дому Симпсонов (Мэттсон не видит, что Чаки — кукла), где по приезде душит того полиэтиленовым пакетом. В доме Симпсонов Чаки ловко встаёт на место тамошней куклы, которую тайком закапывает в саду.
На следующий день Энди решает, что ему действительно нужно отпустить страхи прошлого, поэтому он в конечном итоге решает принести Чаки к себе в комнату. Той же ночью он просыпается и обнаруживает себя связанным, а Чаки готовится провести ритуал переселения души, но по чистой случайности мальчику удаётся привлечь внимание. Симпсоны, однако, отказываются верить Энди, хотя Фил после этого бросает Чаки в подвал. На следующий день Чаки проникает в школу Энди и пишет на его тестовом листке матерное слово, добиваясь того, чтобы учительница мисс Кэтвел оставила Энди после уроков. Но Энди удаётся сбежать из под стражи, в то время как мисс Кэтвелл погибает, когда Чаки забивает её линейкой.
Дома Симпсоны, однако, всё равно отказываются верить Энди, так как обнаруживается, что Чаки лежит в подвале на прежнем месте. Понимая, что никто не сможет его защитить, кроме него самого, ночью Энди сам спускается в подвал, где вступает в схватку с Чаки, которую чуть было не проигрывает, но его косвенно спасает спустившийся в подвал на шум Фил. Но Чаки сталкивает того с лестницы и тот разбивается насмерть. Джоанна уверена, что Фил упал из-за Энди, поэтому отсылает мальчика обратно в приют. Сразу после отъезда Энди Кайл находит закопанную в саду куклу, а затем обнаруживает, что Чаки, которого она перед этим засунула в мусорный бак, исчез. Она бежит к Джоанне, но обнаруживает ту задушенной, а затем на неё набрасывается Чаки и приставляет к горлу нож.
Он заставляет Кайл отвезти его в приют, где она затем врубает пожарную сигнализацию. В последовавшей суматохе Чаки убивает директрису приюта Грэйс и заставляет Энди сбежать с ним из приюта подальше от Кайл, которая бросается вдогонку. Сумев оторваться от Кайл Чаки приводит Энди на склад «Play Pals», где в окружении множества коробок с «Хорошими парнями» он оглушает мальчика и наконец проводит ритуал переселения до конца. Но Энди открывает глаза, после чего Чаки видит, как у него самого течёт из носа кровь и он понимает, что упустил срок. Благодаря вмешательству Кайл Энди удаётся оторваться от Чаки. Их беготня по фабрике (в процессе которой погибает техник, работающий там, а сам Чаки теряет сначала запястье, а потом обе ноги) завершается тем, что Энди выливает на Чаки расплавленный пластик, а когда тот всё равно оказывается жив, то Кайл вставляет ему в рот шланг со сжатым воздухом, из-за чего голова Чаки взрывается.

## В ролях
- Брэд Дуриф — Чаки
- Алекс Винсент — Энди
- Кристин Элиз — Кайл
- Дженни Эгаттер — Джоанна Симпсон
- Геррит Грэм — Фил Симпсон
- Бет Грант — мисс Кеттлевелл, новая учительница Энди
- Питер Хескел — мистер Саливан, директор фабрики игрушек
- Грейс Забриски — директриса Грейс

## Отзывы

### Россия
Кинокритик Сергей Кудрявцев поставил картине 4 балла из 10, отметив, что тон в фильме задают спецэффекты и замечательные кукольные манипуляции. По мнению того же критика герой Алекса Винсента Энди является уже не таким трогательным и доверчивым, а также он иногда начинает раздражать своей беспомощностью в отношениях с взявшими мальчика на воспитание супругами Симпсон. Кроме того, совместно с Кайл он совершает несуразные действия, которые лишь тянут время и отодвигают финал противостояния с ожившей куклой.

### Критический ответ в США
На Rotten Tomatoes рейтинг одобрения фильма составляет 40 % на основе 15 обзоров. Эван Диксон из Bloody Disgusting, описывая, насколько он превосходит оригинальный фильм, написал: «Детским играм 2 удаётся избавиться от всех ухищрений и при этом оставаться эффективным слэшером».
Variety писала: «Детские игры 2 — это ещё один случай перефразирования нескольких новых элементов оригинала до полного оцепенения». Джин Сискель поставил фильму ноль звёзд из четырёх, назвав его «порочным, уродливым маленьким триллером». В шоу Сискеля и Эберта «Худшее из 1990 года» Сискель подверг фильм дальнейшей критике, обвинив режиссёра Джона Лафиа в «проституировании себя» и риторически спросив аудиторию, «для кого был создан этот мусор, и не хотели бы вы сесть рядом с ними в театр?»
Кевин Томас из Los Angeles Times считает, что оригинал был «потрясающим единственным в своём роде триллером», но «продолжение не так. Это тотальный фильм ужасов — красиво снятый, но болезненный и нисколько не забавный для смотреть». Ричард Харрингтон из Washington Post назвал его «неизбежным продолжением, которое не так хорошо, как его предшественник, но лучше, чем большинство фильмов с номерами от 2 до 8 в названии».

## Вырезанные сцены
Версия, транслировавшаяся по телевидению, сильно отличалась от той, что была показана в кинотеатрах и потом выпущена на носителях.
- В самом начале, когда погибает один из техников, показывается альтернативный кадр с его лицом (на этот раз на нём очки и полностью отсутствует кровь), после чего гаснет свет и слышатся лишь звуки царящей суматохи. Одновременно слышится чей-то топот и Мэттсон и мистер Салливан обращают на это внимание.
- После того, как Салливан уходит из технического отсека через дверь, возле которой на полу сидит Чаки, Мэттсон, расстроенный происшествием с техником, садится на пол рядом с куклой и берёт её в руки. Кукла тут же срабатывает и произносит знакомое всем «Hi, I’m Chucky. Wanna Play?»
- После того, как Симпсоны подъезжают к дому, Фил спрашивает у Энди, что он думает об их доме и Энди отвечает, что в нём нет ничего примечательного.
- Перед тем, как Мэттсон разговаривает в машине по телефону со своей любовницей, была вырезана сцена, где он звонит своей жене и врёт, что задержится на работе.
- После того, как Мэттсон уходит из машины в магазин, Чаки (видны только руки и часть спины) начинает копаться в его кейсе и находит справку об Энди.
- Фил и Джоан, отправив Кайл и Энди в школу, обсуждают ночную историю с последним (имея в виду ту сцену, где Чаки привязал Энди к кровати).

## Сиквелы
За фильмом последовали «Детские игры 3» в 1991 году, «Невеста Чаки» в 1998 году, «Потомство Чаки» в 2004 году, «Проклятие Чаки» в 2013 году, «Культ Чаки» в 2017 году и сериал «Чаки» в 2021 году.